# Avolsheim
Avolsheim is een dorp in het oosten van Frankrijk. Het ligt in de Elzas aan de voet van de Vogezen. De rivier de Bruche komt door Avolsheim.

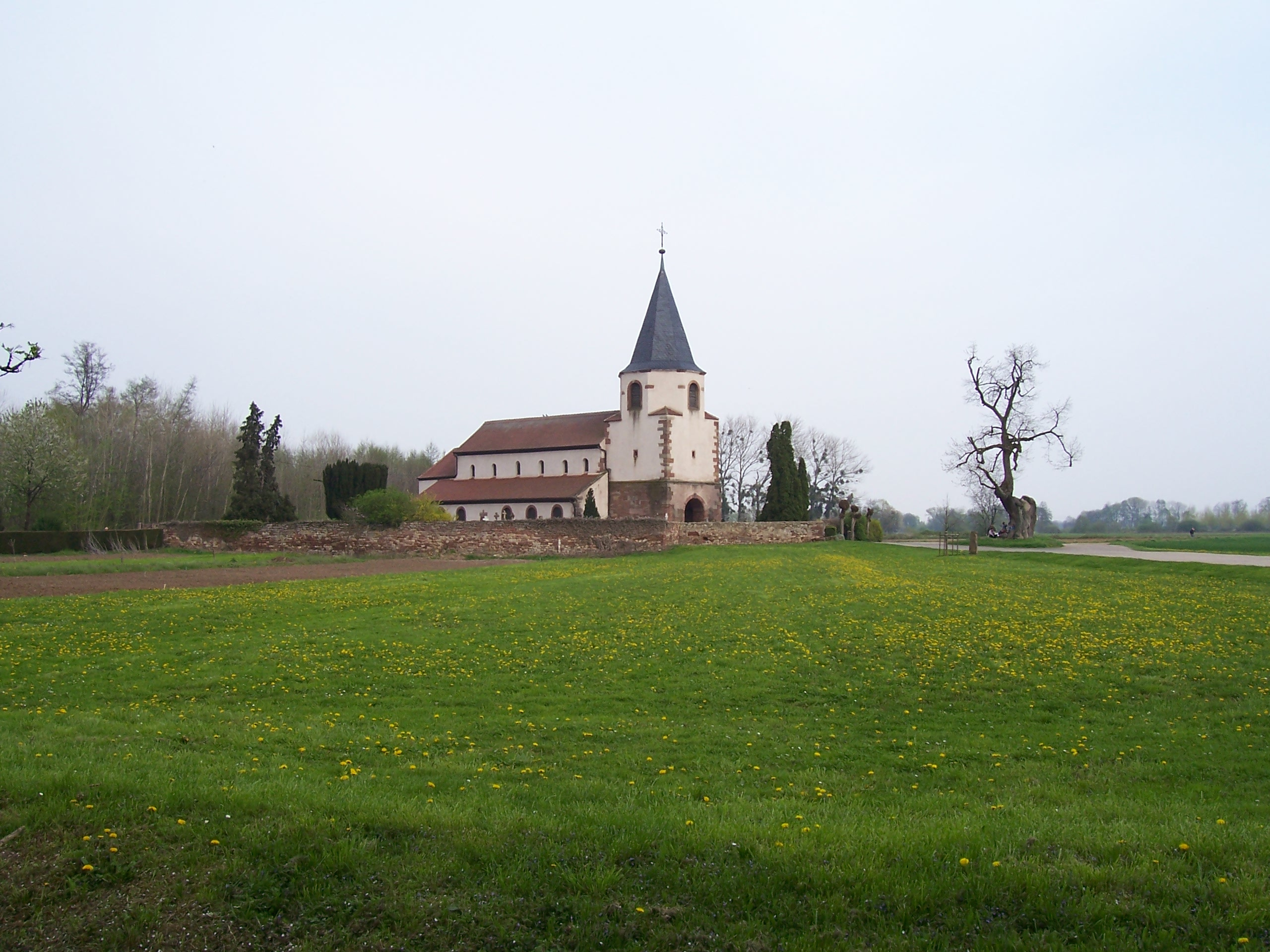
Kerkje

## Geografie
De onderstaande kaart toont de ligging van Avolsheim met de belangrijkste infrastructuur en aangrenzende gemeenten.

## Demografie
Onderstaande figuur toont het verloop van het inwonertal (bron: INSEE-tellingen).